# Henry A. Barnhart
Henry A. Barnhart (* 11. September 1858 bei Twelve Mile, Cass County, Indiana; † 26. März 1934 in Rochester, Indiana) war ein US-amerikanischer Politiker. Zwischen 1908 und 1919 vertrat er den Bundesstaat Indiana im US-Repräsentantenhaus.

## Werdegang
Henry Barnhart besuchte die öffentlichen Schulen seiner Heimat sowie die Amboy Academy und die Wabash Normal Training School. In den folgenden Jahren arbeitete er als Lehrer und Farmer. Zwischen 1885 und 1887 leitete er die Landvermessung im Fulton County. Danach war er in verschiedenen anderen Branchen tätig. Er gab eine Zeitung heraus und wurde Direktor bei der United States Bank Trust Co. Außerdem war er bei Krankenhausverwaltungen tätig. Im Jahr 1893 leitete er die staatliche Strafanstalt von Indiana.
Politisch war Barnhart Mitglied der Demokratischen Partei. Nach dem Tod des Abgeordneten Abraham L. Brick wurde er bei der fälligen Nachwahl für den 13. Sitz von Indiana als dessen Nachfolger in das US-Repräsentantenhaus in Washington, D.C. gewählt, wo er am 3. November 1908 sein neues Mandat antrat. Nach vier Wiederwahlen konnte er bis zum 3. März 1919 im Kongress verbleiben. In diese Zeit fiel der Erste Weltkrieg. Im Jahr 1913 wurden der 16. und der 17. Verfassungszusatz ratifiziert.
Im Jahr 1918 unterlag Henry Barnhart dem Republikaner Andrew J. Hickey. Nach seinem Ausscheiden aus dem US-Repräsentantenhaus zog er sich aus der Politik zurück. In den folgenden Jahren arbeitete er als Dozent. Er starb am 26. März 1934 in Rochester.